# Рут Гальвсґут
Рут Гальвсґут (нім. Ruth Halbsguth, 9 грудня 1916 — 7 жовтня 2003) — німецька плавчиня.
Призерка Олімпійських Ігор 1936 року.
Призерка Чемпіонату Європи з водних видів спорту 1934 року.